# Orthochromis
Orthochromis – rodzaj ryb z rodziny pielęgnicowatych (Cichlidae), typ nomenklatoryczny monotypowego plemienia Orthochromini.

## Występowanie
Występują w rzekach Afryki Wschodniej, Środkowej i Południowej. Niektóre występują tylko na bardzo małym obszarze, np. Orthochromis machadoi występuje tylko w rzece Kunene w Angoli.

## Klasyfikacja
Gatunki zaliczane do tego rodzaju:
- Orthochromis gecki Schedel, Vreven, Manda, Abwe, Manda & Schliewen, 2018
- Orthochromis indermauri Schedel, Vreven, Manda, Abwe, Manda & Schliewen, 2018
- Orthochromis kalungwishiensis (Greenwood & Kullander, 1994)
- Orthochromis kasuluensis De Vos & Seegers, 1998
- Orthochromis katumbii Schedel, Vreven, Manda, Abwe, Manda & Schliewen, 2018
- Orthochromis kimpala Schedel, Vreven, Manda, Abwe, Manda & Schliewen, 2018
- Orthochromis luichensis De Vos & Seegers, 1998
- Orthochromis luongoensis (Greenwood & Kullander, 1994)
- „Orthochromis” machadoi (Poll, 1967)
- Orthochromis malagaraziensis (David, 1937)
- Orthochromis mazimeroensis De Vos & Seegers, 1998
- Orthochromis mosoensis De Vos & Seegers, 1998
- Orthochromis mporokoso Schedel, Vreven, Manda, Abwe, Manda & Schliewen, 2018
- Orthochromis polyacanthus (Boulenger, 1899)
- Orthochromis rubrolabialis De Vos & Seegers, 1998
- Orthochromis rugufuensis De Vos & Seegers, 1998
- Orthochromis stormsi (Boulenger, 1902)
- Orthochromis torrenticola (Thys van den Audenaerde, 1963)
- Orthochromis uvinzae De Vos & Seegers, 1998

Gatunkiem typowym rodzaju jest Haplochromis malagaraziensis.
Badania molekularne wskazują, że O. machadoi zawiera się w obrębie kladu Pseudocrenilabrus. Z tego powodu należy oczekiwać rewizji taksonomicznej tego gatunku.